# Angeli armati
Angeli armati (Men with Guns) è un film del 1997 diretto da John Sayles. È una pellicola di denuncia contro la violenza sui deboli nei paesi del terzo mondo.

## Trama
Ambientato in un immaginario paese del terzo mondo (che non si fa molta fatica a individuare nel Sudamerica), il vecchio medico Dottor Fuentes, che da anni partecipa con un movimento per la formazione di personale medico a favore dei poveri, viene a sapere che molti dei suoi allievi inviati nelle zone più depresse del paese sono stati uccisi o sono in serio pericolo. Decisosi di andare alla loro ricerca, ben presto apprenderà con sgomento e dolore un mondo di violenza e orrore contro le popolazioni indigene perpetrato da quelli che gli stessi indigeni chiamano solo con l'appellativo di uomini con le armi. Costoro arrivano armati e numerosi nei villaggi, e li mettono a ferro e fuoco uccidendone e torturandone gli abitanti.
Lungo il suo drammatico viaggio, incontrerà diversi personaggi tutti in qualche modo emarginati, che diventeranno l'uno dopo l'altro suoi compagni di viaggio: il prete Padre Portillo, Graciela, una ragazza diventata muta dopo aver subito il trauma del suo rapimento, Conejo, un ragazzo di strada che vive di furti e Domingo, un disertore di un gruppo paramilitare.
Insieme a loro, il vecchio medico si dirige nel leggendario villaggio di Cerca del Ciel, dove troverà un poco di pace, prima di morire.

## Riconoscimenti
- National Board of Review Awards 1998:
  - nella lista dei migliori film stranieri